# 瑟格利盖特
瑟格利盖特，是匈牙利包尔绍德-奥包乌伊-曾普伦州所辖的一个村。总面积34.74平方公里，总人口614，人口密度17.7人/平方公里（2011年1月1日）。